# Wu Man

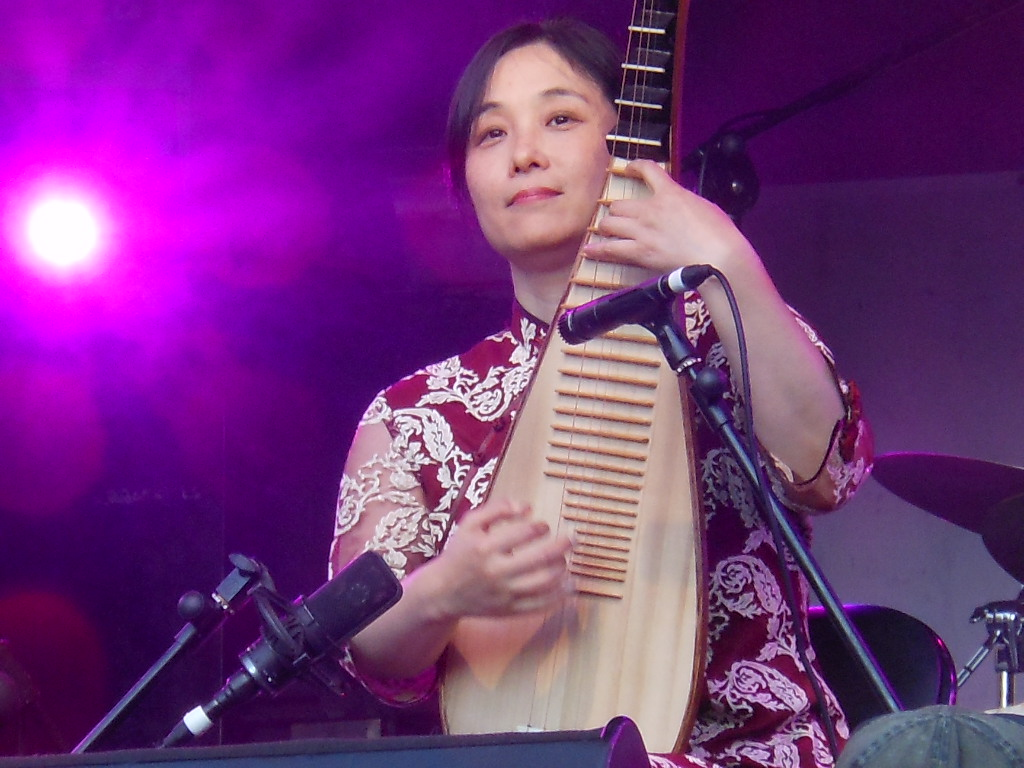
Wu Man (2011)

Wu Man (* 1963 in Hangzhou) ist eine chinesische Pipaspielerin und Komponistin.
Wu studierte am Zentralen Musikkonservatorium in Peking bei Lin Shicheng, Kuang Yuzhong, Chen Zemin und Liu Dehai. Sie erhielt den Mastergrad im Fach Pipa und gewann 1989 den ersten Preis beim Nationalen Musikinterpretenwettbewerb. Seit 1990 lebt sie in den USA. Sie ist aktiv auf dem Gebiet der zeitgenössischen Musik, des Jazz und der Weltmusik.
Zu den Ensembles, mit denen Wu regelmäßig zusammenarbeitet, gehören Yo-Yo Mas Silk Road Ensemble und das Kronos Quartet. Weiterhin trat sie unter anderem mit Henry Threadgill, Liu Suola und Martin Simpson auf. Musiker wie Terry Riley, Philip Glass, Lou Harrison, Tan Dun, Bright Sheng, Chen Yi, Zhou Long, Gabriela Lena Frank, Bun-Ching Lam und Evan Ziporyn komponierten Werke für sie.
Über eine Chinareise Wus entstand der Dokumentarfilm Discovering a Musical Heartland - Wu Man's Return to China. 2009 führte sie mit dem Kronos Quartet unter Leitung von Chen Shi-Zheng das Stück A Chinese Home auf, an dem sie außer als Pipaspielerin auch als Sängerin, Darstellerin und Perkussionistin mitwirkte. 2010 spielte sie mit dem Philip Glass Ensemble in Mexiko das siebenteilige Werk Orion. Im Februar 2011 spielte sie mit dem Taipeh Chinese Orchestra die Uraufführung von Yiu-Kwong Chungs Konzert für Pipa und Orchester The Yang's Saga.